# Peruviaanse presidentsverkiezingen 1899
Uit de Peruviaanse algemene verkiezingen van 1899 kwam Eduardo López de Romaña voort als winnaar. Hij diende zijn termijn uit tot hij na de verkiezingen van 1903 werd opgevolgd door Manuel de Candamo e Iriarte.

## Uitslag
| Partij                      | Kandidaat                   | Stemmen | %      |
| --------------------------- | --------------------------- | ------- | ------ |
| Burgerpartij                | Eduardo López de Romaña     | 55.918  | 96,52% |
|                             | Manuel de Candamo e Iriarte | 1.337   | 2,31%  |
|                             | Manuel González Prada       | 549     | 0,95%  |
|                             | Guillermo Billinghurst      | 129     | 0,22%  |
| Geldige stemmen             |                             | 57.933  | 100%   |
| Ongeldige en blanco-stemmen |                             | 352     |        |
| Totaal:                     |                             | 58.285  |        |